# Legge del 22 fiorile anno VI
La legge del 22 fiorile anno VI del Calendario rivoluzionario francese (11 maggio 1798) fu una legge, in pratica un colpo di Stato non violento, che revocava i 106 deputati Giacobini eletti a favore degli altri gruppi dell'assemblea.
I 106 deputati furono privati dei loro seggi nel Consiglio dei Cinquecento, la camera bassa del legislatore sotto il Direttorio francese.
Fu un frutto del Direttorio termidoriano che, approfittando della maggioranza che aveva per qualche giorno in più nel Consiglio, designò il 4 maggio una commissione. Quest'ultima, trovando la necessità di rivedere i risultati delle elezioni, legiferò in questo senso.

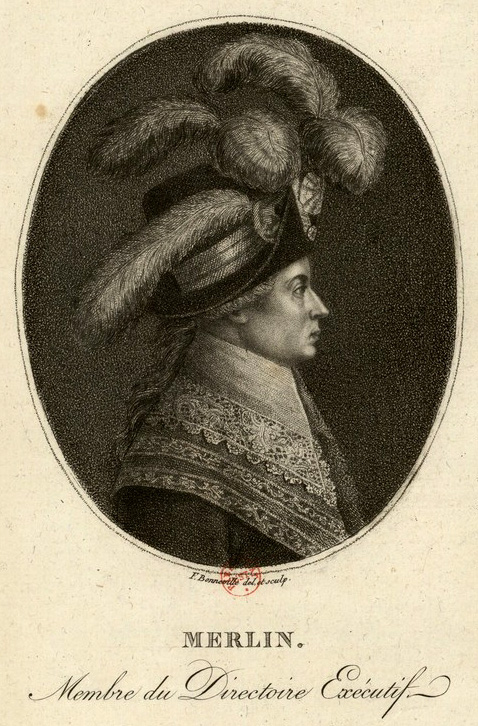
Philippe-Antoine Merlin de Douai, nuovo Presidente del Direttorio della Prima Repubblica francese, svolse un ruolo di primo piano nella preparazione delle elezioni legislative del 20-29 germinaio (9-18 aprile) 1798.

## Contesto storico
Fu il terrore anti-monarchico del mese del fruttidoro e conseguente colpo di Stato del mese fiorile dell'Anno VI; la forza neo-giacobina nel Consiglio Legislativo dei Cinquecento venne inficiata dall'esecutivo del Direttorio nel 1798.

Il periodo seguente al Colpo di Stato del 18 fruttidoro (L'anno V è spesso conosciuto col nome di "Terrore fruttidoriano", anche se il "terrore" è in realtà molto diverso da quello del 1793-1794). Esso si applicò principalmente da un punto di vista amministrativo, in particolare, per garantire ancora una volta la lontananza degli emigrati. La stampa era strettamente monitorata e le elezioni vennero annullate in 49 dipartimenti. Molti deputati e giornalisti, così come il direttore Barthélemy, furono deportati in Guyana. In seno all'esecutivo, i due Direttori destituiti furono sostituiti dai repubblicani Nicolas François de Neufchâteau e Philippe-Antoine Merlin de Douai. Lo stesso trattamento venne effettuato anche nell'esercito (Generali come Moreau o Kellermann furono revocati dalle loro funzioni) e nei livelli locali di governo.